# Adrian Segecic
Adrian Segecic, né le 1er juin 2004 à Westmead en Australie, est un footballeur australien qui évolue au poste d'ailier droit au Portsmouth FC.

## Biographie

### En club
Né à Westmead en Australie, Adrian Segecic il est formé par le Parramatta FC puis le Sydney FC à partir de 2017. Lors de la saison 2020-2021 il remporte notamment le Rising Star Award, un prix qui récompense le meilleur jeune de l'année du Sydney FC.
C'est avec ce dernier club qu'il joue son premier match en équipe première lors d'une rencontre de A-League, la première division australienne, face au Macarthur FC le 26 décembre 2021. Il entre en jeu à la place de Patrick Wood (en) et son équipe s'impose sur le score de trois buts à zéro.
Le 9 mai 2022, Segecic signe son premier contrat professionnel avec le Sydney FC, d'une durée de trois ans.
Le 30 août 2023, Adrian Segecic signe avec le FC Dordrecht, aux Pays-Bas, qu'il rejoint sous la forme d'un prêt d'une saison.
Segecic fait son retour au Sydney FC en juillet 2024, à la fin de son prêt d'une saison au FC Dordrecht et intègre de nouveau l'équipe première du club.
Lors de l'été 2025, Adrian Segecic rejoint le Portsmouth FC. Le transfert est annoncé le 18 juin 2025 et il signe un contrat de trois ans, soit jusqu'en juin 2028 .

### En sélection
Adrian Segecic représente l'équipe d'Australie des moins de 20 ans. Il est retenu avec cette équipe pour participer à la Coupe d'Asie des moins de 20 ans en 2025. Il se fait notamment remarquer en marquant deux buts dont l'un sur coup franc direct contre l'Iran le 4 mars 2023, permettant à son équipe de s'imposer par trois buts à deux. Les Australiens se hissent jusqu'en quarts de finale où ils sont battus par l'Ouzbékistan après une séance de tirs au but.
Il est convoqué avec l'équipe d'Australie des moins de 23 ans pour participer à la Coupe d'Asie des moins de 23 ans en 2024.